# Dexter Air Taxi
Dexter Air Taxi ist eine russische Fluggesellschaft mit Sitz in Moskau. Sie wurde Dezember 2004 gegründet und besitzt Stand Juni 2015 acht Pilatus PC-12.